# Geai superbe
Cyanolyca pulchra
Espèce
Statut de conservation UICN

 NT  : Quasi menacé
Le Geai superbe (Cyanolyca pulchra) est une espèce d'oiseaux de la famille des Corvidae.

## Répartition
Cette espèce vit dans les forêts de la cordillère des Andes, en Équateur et en Colombie.